# 史蒂夫·巴爾默
史蒂夫·安东尼·鲍尔默（英語：Steve Anthony Ballmer，1956年3月24日—），是一名美國商人。2000年1月至2014年2月担任微软公司首席执行官，是現任美國職業籃球聯賽（NBA）洛杉磯快艇隊的擁有者，2014年其资产207亿美元，在福布斯富豪榜中排名第32位，在福布斯2019年億萬富翁排行榜中名列第19位，資產達到412億美元。在2019年美國400富豪榜，以517億美元的資產，排名第9名。他在《富比士》2020年9月公佈的美國前400大富豪排名榜排名第6名，資產達690億美元。2014年2月4日，萨帝亚·纳德拉接替史蒂夫·鲍尔默，成为微软首席执行官，鲍尔默保留在董事会中的职务。

## 早期生活和教育
巴爾默出生在密歇根州底特律。他的父亲，弗雷德里克·巴爾默（Frederick Ballmer），是瑞士籍移民；她母亲比阿特丽斯（Beatrice Dworkin）是犹太人。巴爾默跟他的妹妹在底特律附近的法明頓山长大，在那里他父亲在福特公司做管理工作。
他在底特律全日制學校（Detroit Country Day School）学习期间，巴爾默是学校篮球队经理。1973年，以平均分4.0从这个学校毕业，做了班级的告别演说。巴爾默获得了哈佛大学的奖学金。在大学一年级，他与大学同学比尔·盖茨建立了深厚友谊，两人是桥牌牌友。这份友谊一直持续甚至盖茨离开哈佛大学辍学建立自己的软件公司——微软。在哈佛巴爾默是《哈佛克里姆森報》和The Harvard Advocate广告经济人。1977年毕业后获得magna cum laude的数学与经济学文学士学位。

## 职业生涯

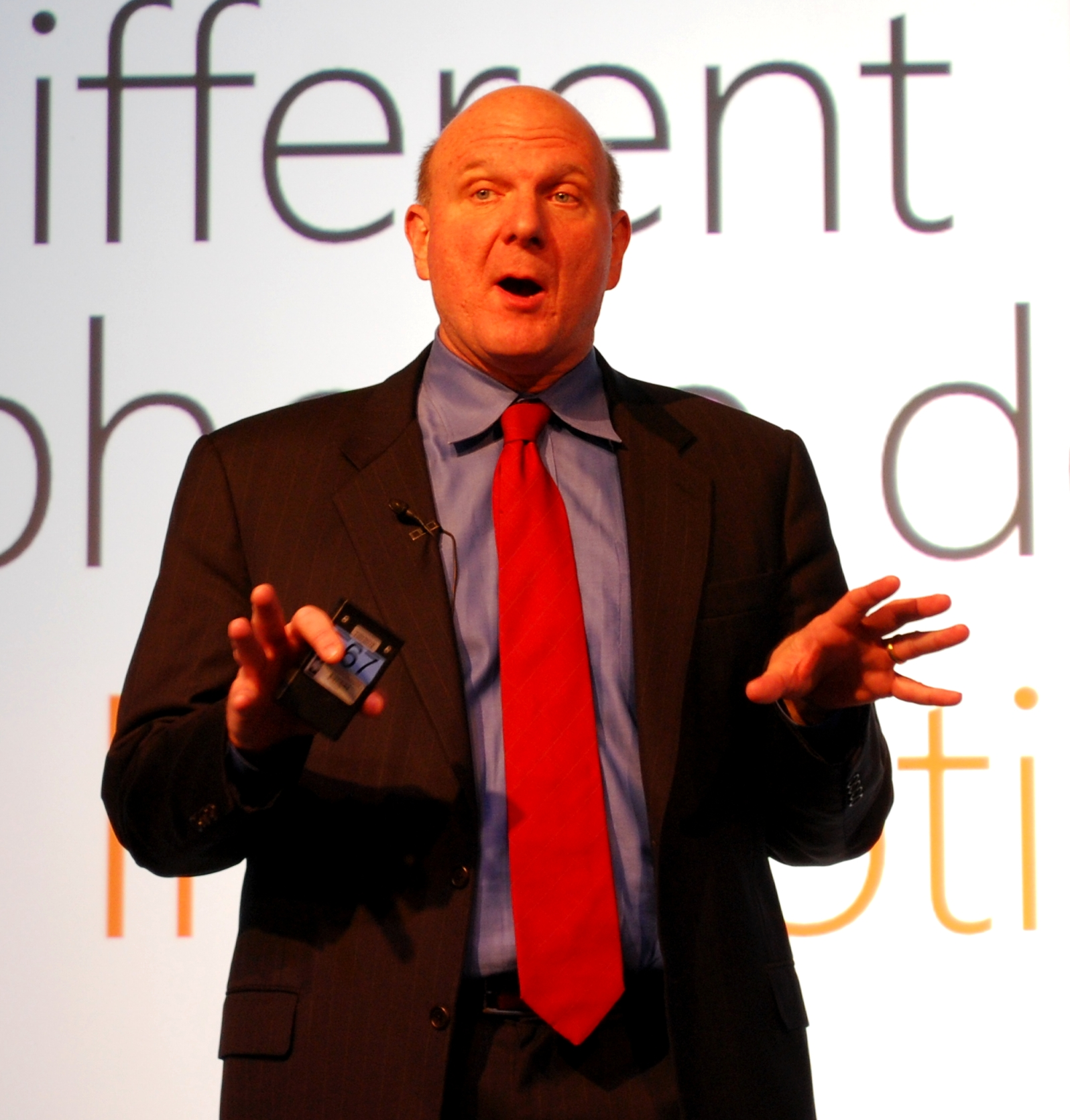
史蒂夫·鲍尔默于2010年的世界移动通信大会上

在去斯坦福商学院攻读工商管理硕士学位之前，巴爾默在宝洁公司做了2年的产品助理。一年后在盖茨的说服下他辍学离开斯坦福去了微软。1980年6月11日巴爾默成为微软公司第24名雇员，盖茨雇用的第一位商业经理。最初他能够拿到年薪5万美元，正好是公司资本的1%。当微软公司1981年创立的时候，巴爾默拥有8%的股份。鲍尔默是第一个只通过微软公司配给的股权成为的亿万富翁（美元計算），他既不是该公司的创始人，也不是其亲戚（而是大學同學）。
巴爾默曾经管理过微软公司的好几个部门，包括操作系统部、營運部、销售部和售后服務部等。1998年7月，他被提升为总裁，2000年1月13日接替比尔·盖茨成為首席执行长，2008年比尔蓋茨退休後正式掌理微軟大權。
巴爾默是目前服务于微软最长时间的雇员。1990年他与微软员工Connie Snyder结婚，现有3个儿子。
2014年8月13日，史蒂夫·鲍尔默收购NBA的快艇队成功，正式接替唐纳德·斯特林成为快艇的新任老板。

## 对竞争对手的态度

### 蘋果公司
2006年3月，巴爾默在財富雜誌的採訪中表示iPod大部分音樂的普通格式是「偷來的」，被問到他是否使用iPod時，他回答說：「不，我不用，我的孩子也不會去使用，我已經給他們洗腦了：你們不能用Google，也不能用iPod。」，巴爾默對競爭對手的公司和產品的態度被指是吹毛求疵。根據微軟統計，2009年約有1萬人透過iPhone，使用微軟內部的電子郵件系統，這表示全球有近10％的微軟員工使用蘋果iPhone手機。這件事情讓微軟高層十分在意，因為手機市場競爭如此激烈，竟然還有這麼多員工使用對手的產品。

### 开源软件社区
巴尔默反对开源社区和开源软件，他称免费软件如Linux“从知识产权的角度来讲是癌症”，GPL使用许可是“病毒”。

### 谷歌公司
對於競爭對手到微軟挖角，巴爾默表現的十分不能克制，甚至大發肝火。2005年，馬克·洛考夫斯基说，當巴爾默聽說他要離開微軟去Google的時候，巴爾默變得異常惱火。他表示，巴爾默把一把椅子扔到房間另一头，並喊到：「Fucking Eric Emerson Schmidt (Google CEO) is a fucking pussy. I'm going to fucking bury that guy, I have done it before, and I will do it again. I'm going to fucking kill Google.」（中文翻譯為：操他妈的埃里克·埃默森·施密特（谷歌 CEO）就是个怂逼。我他妈要埋了他，我以前就这么干过，我还要再干一次，我要他妈的滅了谷歌。）不久之後，他重新試圖說服馬克·洛考夫斯基留在微軟。事後巴爾默解釋認為馬克·洛考夫斯基「誇大」了當時真實發生的情況。

## 鮑爾默管理下的微軟及争議
有評論指鮑爾默在任期間，微軟錯過了许多商业机会，包括觸控智能手機和平板电脑。截至2016年第四季度，Windows Phone的全球市場佔有率僅為0.3%。而2012年推出的Microsoft Surface平板電腦系列銷量慘淡。鮑爾默曾承認開發Windows Vista是他最遺憾的事，但微軟似乎沒有從Vista吸取教訓，2012年推出的Windows 8收到不小負面評價。2013年8月，鮑爾默披露即將在一年內退休，微軟股價漲了8%，有言論直指鮑爾默是糟糕的CEO，鮑爾默反稱自己在任微軟期間，公司盈利方面做得已经相当不错，除了苹果之外，微軟是最赚钱的公司。

## 出版物中的描写
- Bad Boy Ballmer : The Man Who Rules Microsoft坏男孩巴爾默：支配微软的人（2002）, Fredric Alan Maxwell, ISBN 0-06-621014-3（unauthorized biography）
- 1999年文獻電視片微軟英雄（Pirates of Silicon Valley）中由John Di Maggio飾演他，是主要人物之一。